# ナンバーナイン (ファッションブランド)
ナンバーナイン (NUMBER (N)INE) は、日本のファッションデザイナー・宮下貴裕が1996年に発表したファッションブランドである。本社・本店は東京都渋谷区恵比寿にある。伊勢丹新宿店メンズ館、ニューヨークに直営店を持ち、全国各地のセレクトショップで取り扱われている。東京コレクション（2000年秋冬 - ）、パリ・コレクション（2004年秋冬 - ）に参加した。
2009年2月20日、宮下貴裕がブランドを脱退し、2009-2010 A/W を最後に、ブランドの解散を発表した。解散後、2010年5月に、NUMBER (N)INEを手掛けてきた有限会社クークスが新体制でスタートすることを発表し、クークスがナンバーナインの商標を用いて販売を行っていくとした。
以前の社員の運営ではなく、新しい経営陣、新しいデザイナーでのスタートとなり、始めにベーシックラインであったn(n)を復活させ、n(n) by number (n)ineとしてリスタートし、2011年夏よりクラシックラインであったジャケット等も発表した。新しいデザインのアイテムや過去のアイテムの復刻も行っている。解散前のように旗艦店を持たず、全国のセレクトショップか、人気ブランドを取り扱うオンラインショップ「ZOZOTOWN」で販売されている。新生後のクークス、NUMBER (N)INEのデザインに、ブランドの創設者である宮下貴裕は一切関与していない。

## 元デザイナー
- 宮下貴裕 - NUMBER(N)INE、n(n)（エヌ・エヌ）

## コレクションテーマ
| シーズン          | コレクションテーマ               |
| ----------------- | -------------------------------- |
| 2000-2001 A/W     | REDISUN                          |
| 2001 S/S          | TIME MIGRATION                   |
| 2001-2002 A/W     | STANDARD                         |
| 2002 S/S          | MODERN AGE                       |
| 2002-2003 A/W     | NOWHERE MAN                      |
| 2003-2004 S/S-A/W | TOUCH ME I'M SICK～A NEW MORNING |
| 2004 S/S          | DREAM BABY DREAM                 |
| 2004-2005 A/W     | GIVE PEACE A CHANCE              |
| 2005 S/S          | NIGHT CRAWLER                    |
| 2005-2006 A/W     | THE HIGH STREETS                 |
| 2006 S/S          | WELCOME TO THE SHADOW            |
| 2006-2007 A/W     | NOIR                             |
| 2007 S/S          | ABOUT A BOY                      |
| 2007-2008 A/W     | LOVE GOD MURDER                  |
| 2008 S/S          | BIRDS                            |
| 2008-2009 A/W     | MY OWN PRIVATE PORTLAND          |
| 2009 S/S          | THE LONESOME HEROES              |
| 2009-2010 A/W     | A CLOSED FEELING                 |

## 主なブランドライン
NUMBER (N)INE
コレクションテーマを基に製作されるファーストライン。
n(n)
デニム・カットソーを中心としたベーシックライン、2007年春夏より展開。
Classic
テーラードジャケットやセットアップスーツ等を中心としたライン、2007年秋冬より展開。
9（ナイン）
NUMBER(N)INEのLADY'Sラインで宮下貴裕は監修、アシスタントを務める鈴木ゆうみがデザイナーを務めた。
NUMBER (N)INE DENIM
スキニーパンツやスポーツウェア等を中心としたライセンスライン。ドン・キホーテやウィゴーで販売されたことがあった。
RE：Number (N)ine
過去のコレクションの人気作をリメイクして復刻するアーカイブライン。